# Fehde
Der Ausdruck Fehde bezeichnet ein Rechtsinstitut, das vom Mittelalter bis zur Frühen Neuzeit die Regulierung von Rechtsbrüchen direkt zwischen Geschädigtem und Schädiger ohne Anrufung einer neutralen, dritten Instanz, insbesondere der ordentlichen Gerichtsbarkeit, regelte. Fehdefähig waren nur Freie. Handlungen eines Knechtes wurden seinem Herrn zugerechnet.
Sie wird heutzutage oft mit Blutrache gleichgesetzt, wobei letztere aber als Blutfehde nur die Ultima Ratio der Konfliktbewältigung innerhalb der Fehde darstellte, wenn Sühne und Schadensausgleich nicht mehr griffen oder von einer der Parteien abgelehnt wurden.
Der Begriff Fehde ist nach heutigem Rechtsempfinden negativ belegt, da im modernen Staat mit Gewaltmonopol und rechtsstaatlicher Regelung der Beziehungen zwischen ihm und den Bürgern bzw. der Beziehungen der Bürger untereinander Selbstjustiz abgelehnt wird.
Nicht nur die jüngere Forschung widerspricht dieser Ansicht, die aus ihrer Sicht anachronistisch ist: Eine Welt, die keinen Rechtsstaat im modernen Sinn kannte, konnte nicht ganz gewaltfrei sein. Bereits Karl Marx hatte darauf hingewiesen, dass die bürgerlichen Ökonomen vergessen, „daß auch das Faustrecht ein Recht ist und daß das Recht des Stärkeren unter andrer Form  auch in ihrem ‚Rechtsstaat‘ fortlebt“. Recht war damals weniger ein abstrakter allgemeiner Anspruch als vielmehr ein konkreter Besitz, den es zu verteidigen und zu bewahren galt. Fehden seien folglich ein gewöhnlicher und sogar notwendiger Bestandteil der mittelalterlichen Gesellschaft gewesen. Erst das Entstehen eines territorialen Gemeinwohlbewusstseins und einer funktionierenden Rechtsprechung habe die Fehde wirklich delegitimieren können.

## Geschichte

### Frühzeit
Die Wurzeln der Rechtsnorm, die dem mitteleuropäischen Fehdewesen zugrunde liegt, finden sich bei den Germanen. Der Hausfrieden war dort der Kern der sozialen Ordnung. Im Rahmen der Munt hatte der Hausherr die Verfügungsgewalt über seine Frau, seine Kinder, solange sie als Söhne noch keinen eigenen Hausstand gegründet oder als Töchter in einen anderen Hausstand geheiratet hatten, aber auch über das gesamte zum Haushalt gehörende Gesinde. Die Mitglieder des Haushaltes waren verpflichtet, den Hausherrn in allen häuslichen Dingen und in Notfällen zu unterstützen. Seine Strafgewalt ging bis zur Todesstrafe. Im Gegenzug war der Hausherr verpflichtet, den Mitgliedern seines Haushaltes Schutz und Schirm gegen jede Bedrohung zu gewähren und für die Grundbedürfnisse Nahrung, Kleidung, Wohnung zu sorgen. Die Untergebenen waren keine eigenen Rechtspersönlichkeiten, sondern wurden vor Gericht und bei Rechtsgeschäften durch den Hausherrn vertreten, der wiederum für Schäden seines Haushaltes gegenüber Dritten haftete.
Die soziale Organisation ging über den Haushalt hinaus über die Sippe bis zum Stamm, wobei bei beiden die gemeinsame familiäre Herkunft im engeren bzw. weiteren Sinne gesehen wurde. Der Begriff einer übergeordneten Nation fehlte. Innerhalb von Sippe und Stamm war die Organisation der Germanen genossenschaftlich.
Als weitere Ordnungsform entwickelte sich aber noch das Gefolgschaftsprinzip. Es gab zwar keinen feststehenden Adelsbegriff bei den Germanen, aber im Gefolgschaftsprinzip zeichnet sich das spätere Adels- und Lehensprinzip bereits ab. Gefolgsleute waren zumeist freie junge Männer, die sich der Munt eines Herrn unterordneten, um diesen mit Rat und Hilfe, zumeist auf Kriegszügen, zu unterstützen, während dieser ihnen Schutz und Unterhalt und Teilhabe an eventueller Beute gewährte. Die Herrschaftslegitimation beruhte hier noch auf persönlichen Eigenschaften wie Mut, Reichtum oder Vertrauen in die Führungseigenschaft und weniger auf der familiären Herkunft, wobei die dadurch erfolgende Akkumulation von Macht bei einer Familie ein späteres Geburtsrecht begünstigte. Dennoch musste dieses Gefolgsverhältnis von Generation zu Generation durch einen erneuten Treueeid bekräftigt werden. Dies zeigte sich bis in die frühe Neuzeit hinein, als die Menschen sich nicht als Bürger eines Landes oder als Angehörige einer Nation verstanden, sondern als Untertanen des aktuellen Landesherren.
Hier zeigt sich ein Gesellschaftssystem, welches vertikal entlang einer Lehenspyramide organisiert war, horizontal aber aus gleichberechtigten Mitgliedern bestand. In der Abwesenheit einer starken vertikalen Organisation musste sich der Rechtsfrieden also ebenfalls horizontal organisieren.

### Germanische Tradition
In den frühesten schriftlichen Zeugnissen der germanischen Tradition, dem Hildebrandslied, dem Nibelungenlied und den Isländersagas, nimmt die Fehde einen zentralen Platz ein, zumeist in der Form der Blutrache. Nun ist jedoch nicht zu erwarten, dass solche Heldensagen eher die Sühnelösung und den Ausgleich darstellen würden. Die Darstellungen hier gehen auf den erbarmungslosen Kampf bis zur Ausrottung des Gegners ein, selbst Kinder werden nicht geschont. Die Grágás, das älteste schriftliche isländische Recht, sieht als Fehdegrund nicht nur Mord und Totschlag, sondern auch Ehrenkränkung, Ehebruch, Verwundung, Raub oder Tötung von Sklaven und Vieh.
Dem Verletzten stand es zu, selbst Rache zu nehmen und auf eigene Faust eine Fehde (faida) zu beginnen, um dadurch den Verletzenden zur Sühnung seines Vergehens zu zwingen. Es wurden aber schon bald Versuche unternommen, diese Sühne in materieller Form durch Zahlung eines Wergeldes vorzunehmen. Dazu wurden Bußkataloge aufgestellt. Die Betroffenen waren aber nicht an diesen Lösungsweg gebunden, außer es gelang den Schiedsrichtern, sie zur Annahme eines Friedenseides zu veranlassen, oder ein höher gestellter Lehnsherr, bis hinauf zum König, verpflichtete sie zur Annahme eines Friedens.
Da jedoch durch ein derartiges Fehderecht die Sicherheit des Schwachen dem Starken gegenüber in Frage stand, pflegte man zu Gunsten des Verletzten einzuschreiten, wenn dieser von seinem Fehderecht keinen Gebrauch machen wollte oder konnte. Der Verletzende wurde vor Gericht gezogen und gezwungen, dem Verletzten Genugtuung zu geben. War die Satisfaktion geleistet, die in der Zahlung einer gewissen Geldsumme, dem Wergeld, an den Verletzten bestand, so traten beide Teile in ihren vorigen Friedensstand zurück.
Einen solchen von dem Volksgericht garantierten Frieden (compositio, Beilegung) pflegte man durch feierliche Sühnungsformeln zu bekräftigen.
Übrigens musste der Verletzende auch noch dem Volk, später dem König und Richter, wegen des von ihm gebrochenen Friedens ein Friedensgeld (fredus oder fredum) bezahlen.

### Mittelalter

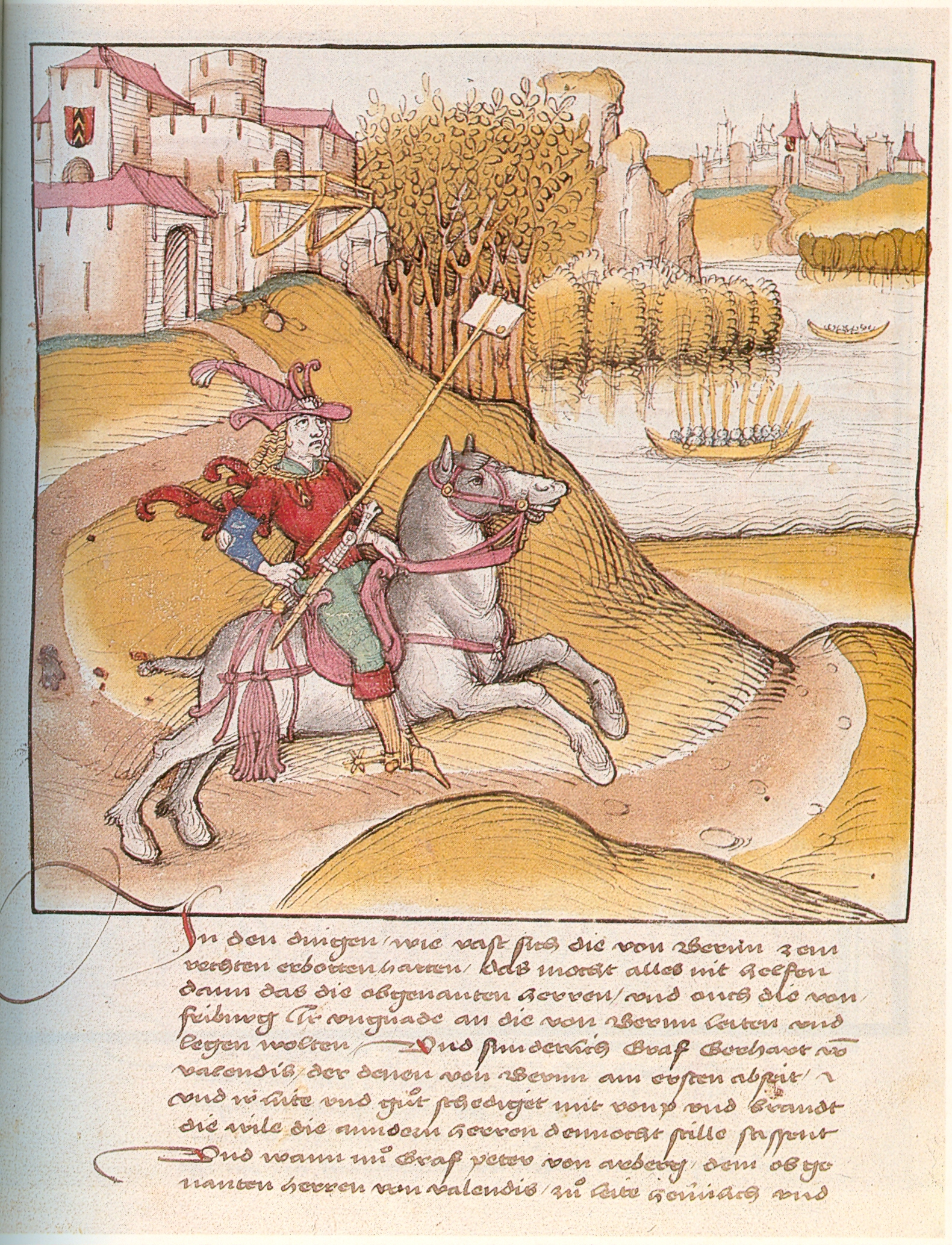
Fehdeansage.
Der Bote des Grafen von Valengin

Die Fehde wurde im Mittelalter auch als „kleine Reiterei“ bezeichnet, der Krieg hingegen als „große Reiterei“. Bei großen Fehden zwischen Städten und Ritterbünden konnte es jedoch auch zu verheerenden Schlachten kommen, in die ganze Landstriche verwickelt wurden. Als Begründung für eine Fehde wurden unterschiedlichste Motive und Ursachen angeführt. Darunter fielen etwa Besitzstreitigkeiten, Handgreiflichkeiten, Sachbeschädigungen oder Beleidigungen, bei denen eine Abbitte zur Genugtuung nicht ausreichte. Häufig reichte auch eine abgewiesene Klage, um gegen bestimmte Widersacher anzutreten.
Schon in früher Zeit unterlag die Ausübung des Fehderechts gewissen Einschränkungen. So sollte die Fehde gegen jeden ruhen, der sich beim König befand oder auf dem Weg zu ihm oder von ihm befand (Königsfriede). Zudem konnte der König einem Einzelnen besonderen Königsfrieden erteilen. Auf gleiche Weise sollte der Friede für jeden gelten, der sich in einer Kirche oder an einer Gerichtsstätte befand, dorthin unterwegs war oder von dorther kam (Kirchen-, Gerichtsfriede).
Seit dem 10. Jahrhundert bemühte sich die Kirche im Rahmen der Gottesfriedensbewegung um Beschränkungen des Fehderechts. Der Gottesfriede (treuga Domini oder treuga pacis Dei) galt an vier Tagen der Woche: Von Donnerstag bis Sonntagabend sollte jede Fehde ruhen.

### Die Abschaffung der Fehde
Eine völlige Beseitigung der Fehde, um die sich die römisch-deutschen Kaiser im 13. und 14. Jahrhundert bemühten, war damals aufgrund fehlender Kontroll- und Sanktionsinstrumente nicht möglich. Sie nutzten daher die Möglichkeiten des sogenannten Landfriedens, der für eine bestimmte Zahl von Jahren, gewöhnlich auch nur für bestimmte Teile des Reichs, verkündet wurde. Der Mainzer Landfriede aus dem Jahre 1235 war die erste für das ganze Reich und unbefristet geltende Regelung, die Einschränkungen des Fehderechtes herbeiführte. Er gestattet die bewaffnete Selbsthilfe nur nach vorausgegangener vergeblicher Anrufung eines Gerichtes. Zudem wurde die Ausübung an bestimmte Formen gebunden: Die Fehde musste mit drei Tagen Abstand durch ein formelles Absageschreiben, den Fehdebrief (auch Widersage, dissipatio), angekündigt werden; von den Fehdehandlungen ausgenommen bleiben sollten bestimmte Orte wie Gotteshäuser, Mühlen und Kirchhöfe, Personen wie Geistliche, Schwangere, Schwerkranke, Pilger, Kaufleute und Fuhrleute mit ihrer Habe, Ackerleute und Weingärtner außerhalb ihrer Behausung und während ihrer Arbeit, und Sachen wie Pflüge und Herdstellen. In der Schweiz wurde 1370 mit dem Pfaffenbrief ein Fehdeverbot erlassen.
Erst der deutsche König und spätere Kaiser Maximilian I. konnte die Reichsstände im Zuge der Reichsreform auf dem Wormser Reichstag von 1495 zum Verzicht auf kriegerische Entscheidungen ihrer Streitigkeiten und zur Errichtung eines ewigen Landfriedens für das ganze Reich bewegen. Damit wurde jede Fehde, auch die bisher erlaubte, beseitigt und der weitere Gebrauch des Fehde- und Faustrechts zum Landfriedensbruch erklärt. Die Schaffung des Reichshofrats, des Reichskammergerichts und der Möglichkeit des Untertanenprozesses öffnete weitere Wege, Konflikte auf dem Rechtsweg friedlich auszutragen.
Den Akten zum Wormser Reichstag ist allerdings nicht zu entnehmen, weshalb es zu dem Fehdeverbot kam. Der Ausdruck ewiger Landfriede ist im Text nicht enthalten. Der Mediävist Eberhard Isenmann verweist auf die Diskussion über die Delegitimierung der Fehde als Mittel der Rechtsdurchsetzung und über ein absolutes Fehdeverbot im Reich, die von 1425 bis 1442 und von 1433 bis 1455 geführt wurde. Beteiligt waren die königlich-kaiserliche Seite, Reichsfürsten und Reichsstädte, Gelehrte wie Nikolaus von Kues sowie gelehrte Juristen und Räte. Maßgeblich für die Vorschläge einer Abschaffung des Fehderechts und für ein Fehdeverbot waren die drängende Rechtsnot infolge der vielen Fehdefälle, die Notwendigkeit, das Reich zu befrieden, um die Kriege gegen die Hussiten und vor allem nachfolgend gegen die Türken und fremde Mächte führen zu können, ferner die Erkenntnis der Sozialschädlichkeit der Fehde sowie der Vernichtung von Wohlstand und Verarmung durch die Störungen des Wirtschaftsverkehrs, schließlich die infolge die Beteiligung von teuren Söldnern immensen Kosten der Fehdeführung, die zur Kreditaufnahme und zu Verpfändungen zwangen und dadurch letztlich zur Destabilisierung auch größerer Herrschaften führten. Insbesondere das rezipierte römische Recht vermittelte die Vorstellung von einer gewaltfreien Rechts- und Sozialordnung, in der Streitigkeiten nur gerichtlich ausgetragen werden durften. Der Frankfurter Landfrieden König Friedrichs III. von 1442 (Reformatio Friderici) hatte die Eröffnung einer rechtmäßigen Fehde von einem vorausgehenden Anerbieten eines schiedsgerichtlichen Streitaustrags (Rechtgebot) abhängig gemacht. Das erste absolute Fehdeverbot wurde von kaiserlicher Seite bereits 1467 für die Dauer von fünf Jahren erlassen, nach einer kurzen Unterbrechung um weitere zehn Jahre verlängert, sodass sich das Wormser Fehdeverbot von 1495 lediglich an diese Sequenz anschloss.
Unter den letzten Fehden nach Errichtung des ewigen Landfriedens sind die berüchtigtsten die des Herzogs Ulrich von Württemberg mit der Stadt Reutlingen wegen der Ermordung eines Fußknechts, in deren Folge Ulrich in die Reichsacht erklärt und auf längere Zeit aus seinem Land vertrieben wurde, die Fehde Franz von Sickingens mit dem Erzbischof von Trier, welche die Ächtung Sickingens und die Belagerung seiner Burg Nanstein bei Landstuhl zur Folge hatte, sowie die Hildesheimer Stiftsfehde von 1518. Als letzter Bruch des Landfriedens sind die Grumbachschen Händel zu nennen.

## Vorkommen in der Literatur
Fehden wurden immer wieder in literarischen Werken thematisiert, so etwa in Shakespeares Drama Romeo und Julia, wo sich die verfeindeten Familien der Montagues (Romeo) und der Capulets (Julia) bis aufs Blut bekämpfen. Weitere Beispiele sind die Fehden des Götz von Berlichingen im gleichnamigen Schauspiel Goethes und die Fehde des Pferdehändlers Michael Kohlhaas in Kleists gleichnamiger Novelle, welche auf dem historischen Fall des Hans Kohlhase beruht. 